# La Carrasca
La Carrasca és un barri de la ciutat de València que pertany al districte d'Algirós, al nord-est de la ciutat. Es tracta d'un dels barris més heterogenis i extensos de la ciutat amb 1,981 km² de superfície, dels quals la gran majoria són destinats a edificis de les dos universitats públiques de la ciutat de València. La seua població en 2009 era de 3.565 habitants. i es pot subdividir en tres zones de nord a sud:
- La zona nord: són terrenys de l'Horta de València encara cultivats en horts que limiten amb la "Partida de Vera" de l'horta d'Alboraia, municipi limítrof al nord de València.

- La zona central: són els terrenys destinats al Campus de Vera de la Universitat Politècnica de València i al Campus de Tarongers de la Universitat de València, amb l'avinguda dels Tarongers com a eix principal.

- La zona sud: formada per blocs d'edificis inclosos dins el nucli urbà actual de la ciutat i limítrofs amb altres barris veïns.

Limita al nord amb l'horta de la "Partida de Vera" del municipi d'Alboraia, de la qual el separa el Camí de Farinós, molt pròxim a la séquia de Vera, un primitiu barranquet canalitzat i reutilitzat per al reg. A l'est limita amb dos poblats marítims: La Malva-rosa (separat pel carrer de l'Enginyer Fausto Elio i per les vies ferroviàries que van direcció Tarragona i Barcelona) i Beteró (separat pels carrers del Campillo d'Altobuey i de Josep Mª Haro). Al sud limita fins amb quatre barris: la Ciutat Universitària del districte del Pla del Remei (separat pel carrer del Palància), La Bega Baixa (separat pel carrer d'Albalat dels Tarongers), la Ciutat Jardí (separat pel carrer del Serpis) i L'Illa Perduda (separat per l'avinguda de Blasco Ibáñez) del mateix districte d'Algirós. I a l'oest amb els barris de Benimaclet (separat per l'avinguda de Catalunya) i del Camí de Vera (separat per l'autovia V-21).

## Història

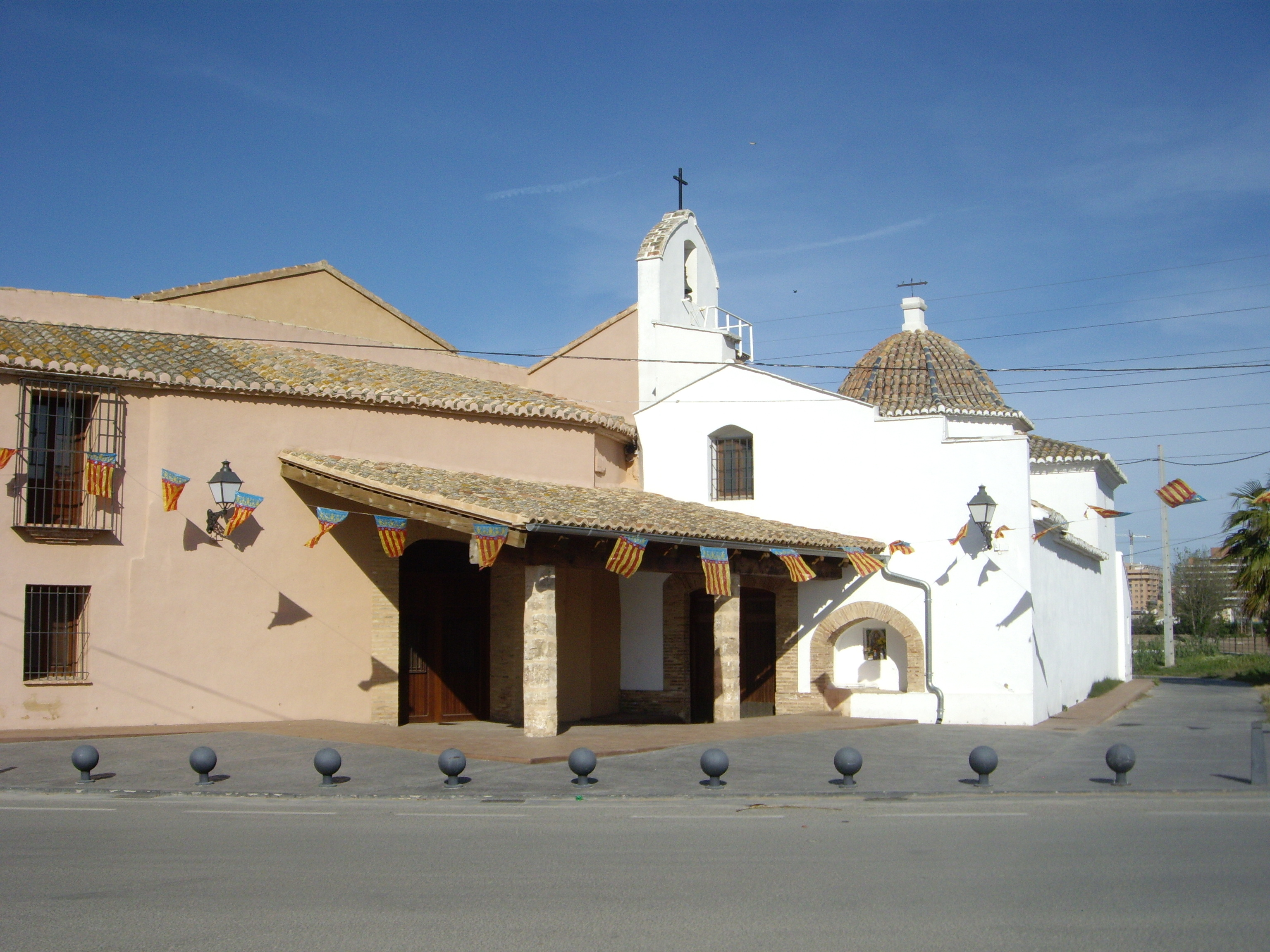
Ermita de Vera

Els terrenys de La Carrasca han estat sempre una gran extensió de camps de cultiu de la zona est de l'Horta de València, amb nombrosos camins, séquies i alqueries disperses formant xicotets nuclis de població dins l'horta.
L'antic barranquet de Vera després reconvertit en séquia de Vera marcava tradicionalment el límit natural amb el terme municipal d'Alboraia i portava les aigües del barranc de "La Font de Carpesa" i del "Palmar", que passà a formar part de la séquia de Rascanya. Les terres del barri en canvi eren regades per nombrosos ramals (files i braços) de la séquia de Mestalla, com el "Braç d'Escarmada", el "Braç de l'Alegret",el "Braç de les Files Ampa i Fonda" o la "séquia de la Cadena".
El Camí de Vera travessava la zona nord fins a arribar a la séquia de Vera, mentre el Camí del Cabanyal creuava la zona sud del barri, just uns metres al nord de l'actual carrer del Serpis.
L'actual avinguda dels Tarongers va pel traçat de l'antic trenet en direcció a la platja de la Malva-rosa des de l'"Estació de Santa Mònica" o "del Pont de Fusta". Antigament aquest trenet donava servei al poblat de La Malva-rosa i la seua platja, però amb l'arribada de la Universitat Politècnica l'any 1970 canvia el paisatge per complet. Dècades més tard s'instal·laria la Universitat de València a les terres al sud de les vies del trenet, i finalment el trenet va ser substituït pel modern tramvia de MetroValencia.

## Elements importants

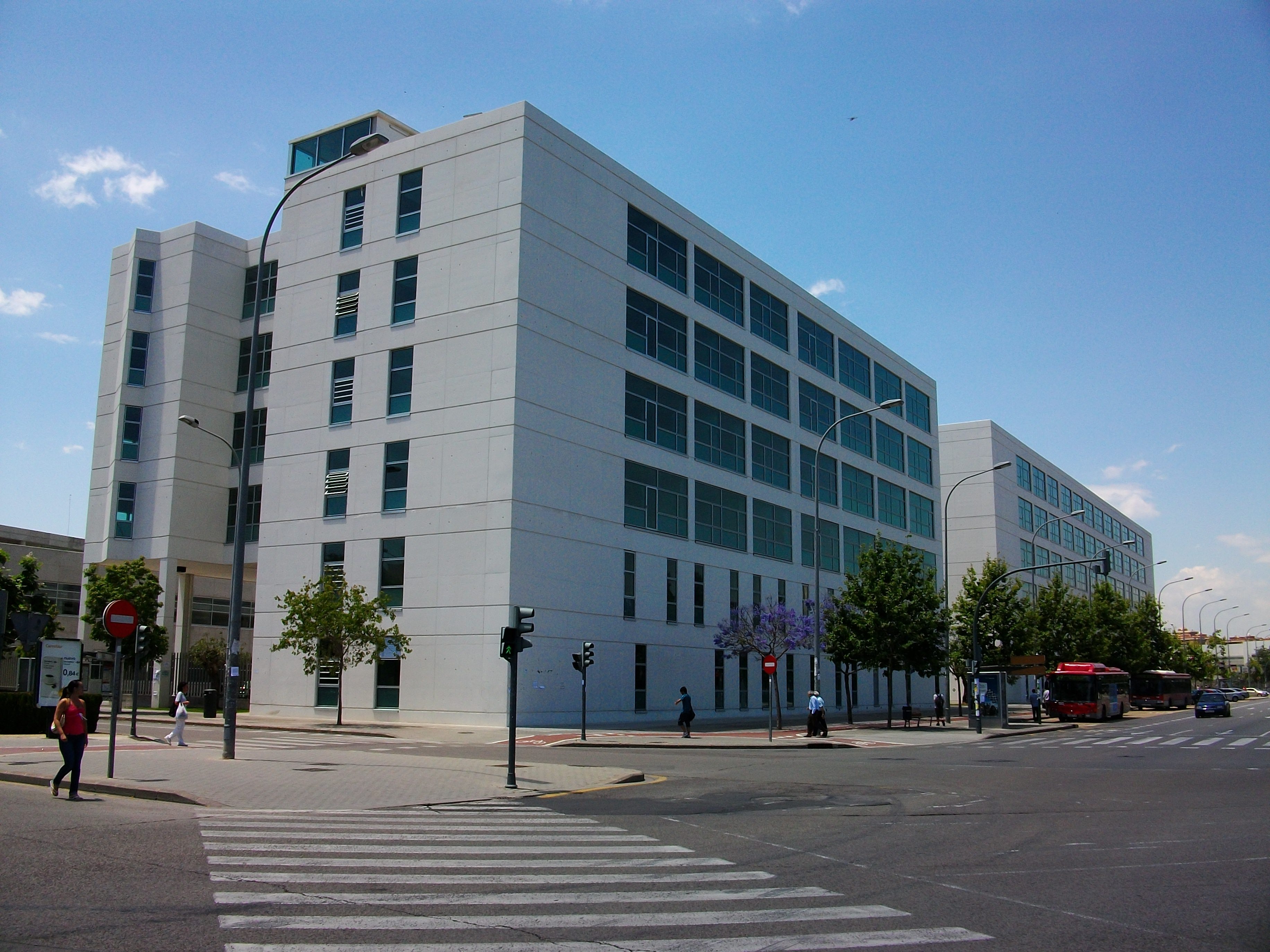
Noves facultats de la Universitat de València

El paisatge tradicional de l'Horta de València que encara queda al nord del barri és un dels principals elements a destacar de la zona, tant pel seu patrimoni paisatgístic, arquitectònic i hidràulic, com les séquies, alqueries o l'Ermita i Molí de Vera.
Totes les Escoles Tècniques del Campus de Vera de la Universitat Politècnica de València es troben al nord de l'avinguda dels Tarongers, mentre que les Facultats de Ciències Socials, d'Economia, de Dret i de Magisteri de la Campus dels Tarongers de la Universitat de València es troben al sud de l'avinguda, així com la Biblioteca de Ciències Socials Gregori Maians.
Les cotxeres dels tramvies de MetroValencia i dels autobusos de l'EMT de València es troben al nord del campus de la Universitat Politècnica.
El cementeri del Cabanyal es troba al vell Camí del Cabanyal, al sud-est del barri de La Carrasca, molt pròxim a Beteró.
La Torre Miramar és una torre mirador situada a la gran intersecció giratòria on s'encreuen l'avinguda de Catalunya amb l'avinguda dels Tarongers i l'avinguda dels Germans Machado. Des d'aquesta torre es pot contemplar part de l'Horta de València i els campus universitaris de Tarongers.

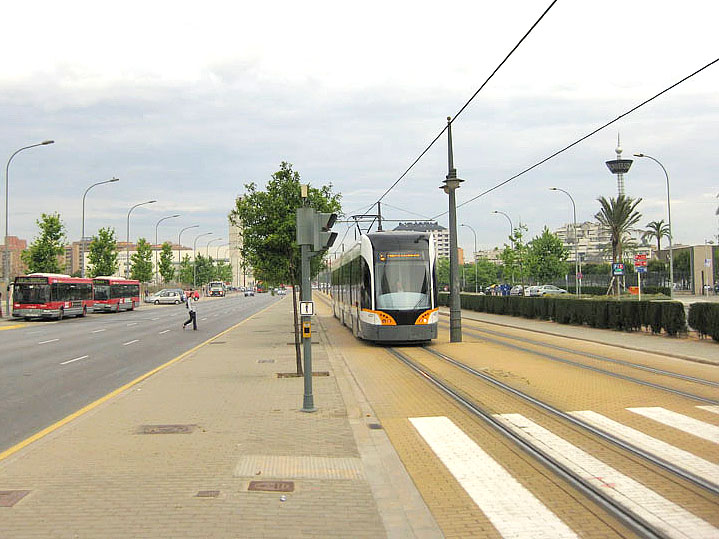
Tramvia de MetroValencia a l'avinguda dels Tarongers

A l'extrem sud-oest del barri trobem un restaurant i bar de copes en una antiga alqueria restaurada en color totalment blanc, i molt prop trobem l'única mesquita de la ciutat de València al carrer del Palància, al límit entre els barris de la Ciutat Universitària i de la Bega Baixa.

## Transports
L'avinguda dels Tarongers és travessada d'oest a est per les vies del tramvia de MetroValencia, concretament per les línies 4 i 6, amb quatre estacions: Universitat Politècnica, La Carrasca, Tarongers i Serrería.